# Einar Hedulff
Einar Nilsson Hedulff, född 24 januari 1886 i Hedemora, död 31 juli 1956 i Stockholm, var en svensk ämbetsman.
Einar Hedulff var son till länsveterinären Erland Josef Nilsson. Han avlade mogenhetsexamen i Västerås 1905 och utexaminerades från Skogsinstitutet 1908. Hedulff tjänstgjorde som assistent i olika revir 1909–1915 och blev 1915 assistent vid Skogshögskolan och 1916 överassistent där och ledare av de förberedande jägmästarkursen. År 1921 utsågs han till tillförordnad föreståndare för Grönsinka skogsskola i Gästrikland, blev biträdande jägmästare i Grönsinka revir 1924 och jägmästare där 1930 samt utnämndes till överdirektör och souschef i Domänstyrelsen 1935. Hedulff var ledamot av Statens industrikommission från 1939, vice ordförande i AB Statens skogsindustrier från 1941 och ordförande i Statens forskningskommitté för lantmannabyggnader från 1943.